# 上京区
上京区（かみぎょうく）は、京都市を構成する11区のうちのひとつ。

## 概要
市の中心部に位置し、かつて中世京都の上京に該当する地域である。東側には鴨川が流れている。
京都府庁もこの区に置かれていることもあり、京都府の行政的な中心でもあり、隣接する中京区や下京区と共に都心（洛中）を形成している区である。
北区とまたがる西陣地区では、高級絹織物である「西陣織」などの織物産業が発展している。また、上七軒などでは、歴史的な花街が軒を連ねており、現在でも伝統工芸品や伝統芸能など根付いているエリアである。
また、「京の七口」の1つである鞍馬口があり、現在でも鞍馬口駅と名を残している。

## 地理

### 地形

#### 河川
主な川
- 鴨川
- 堀川

#### 湖沼
主な池
- 鵺池

### 地域
区を構成する町：京都市上京区の町名

### 人口
| 上京区の人口の推移 |           |  |
| \| 1970年（昭和45年） \| 124,456人 \| \| \| 1975年（昭和50年） \| 109,520人 \| \| \| 1980年（昭和55年） \| 99,262人 \| \| \| 1985年（昭和60年） \| 92,897人 \| \| \| 1990年（平成2年） \| 87,861人 \| \| \| 1995年（平成7年） \| 84,061人 \| \| \| 2000年（平成12年） \| 84,187人 \| \| \| 2005年（平成17年） \| 83,534人 \| \| \| 2010年（平成22年） \| 83,264人 \| \| \| 2015年（平成27年） \| 85,113人 \| \| \| 2020年（令和2年） \| 83,832人 \| \| |           |  |
| 総務省統計局 国勢調査より |           |  |
| 1970年（昭和45年） | 124,456人 |  |
| 1975年（昭和50年） | 109,520人 |  |
| 1980年（昭和55年） | 99,262人  |  |
| 1985年（昭和60年） | 92,897人  |  |
| 1990年（平成2年） | 87,861人  |  |
| 1995年（平成7年） | 84,061人  |  |
| 2000年（平成12年） | 84,187人  |  |
| 2005年（平成17年） | 83,534人  |  |
| 2010年（平成22年） | 83,264人  |  |
| 2015年（平成27年） | 85,113人  |  |
| 2020年（令和2年） | 83,832人  |  |

### 隣接行政区
京都府：京都市
- 左京区
- 北区
- 中京区

## 歴史
明治

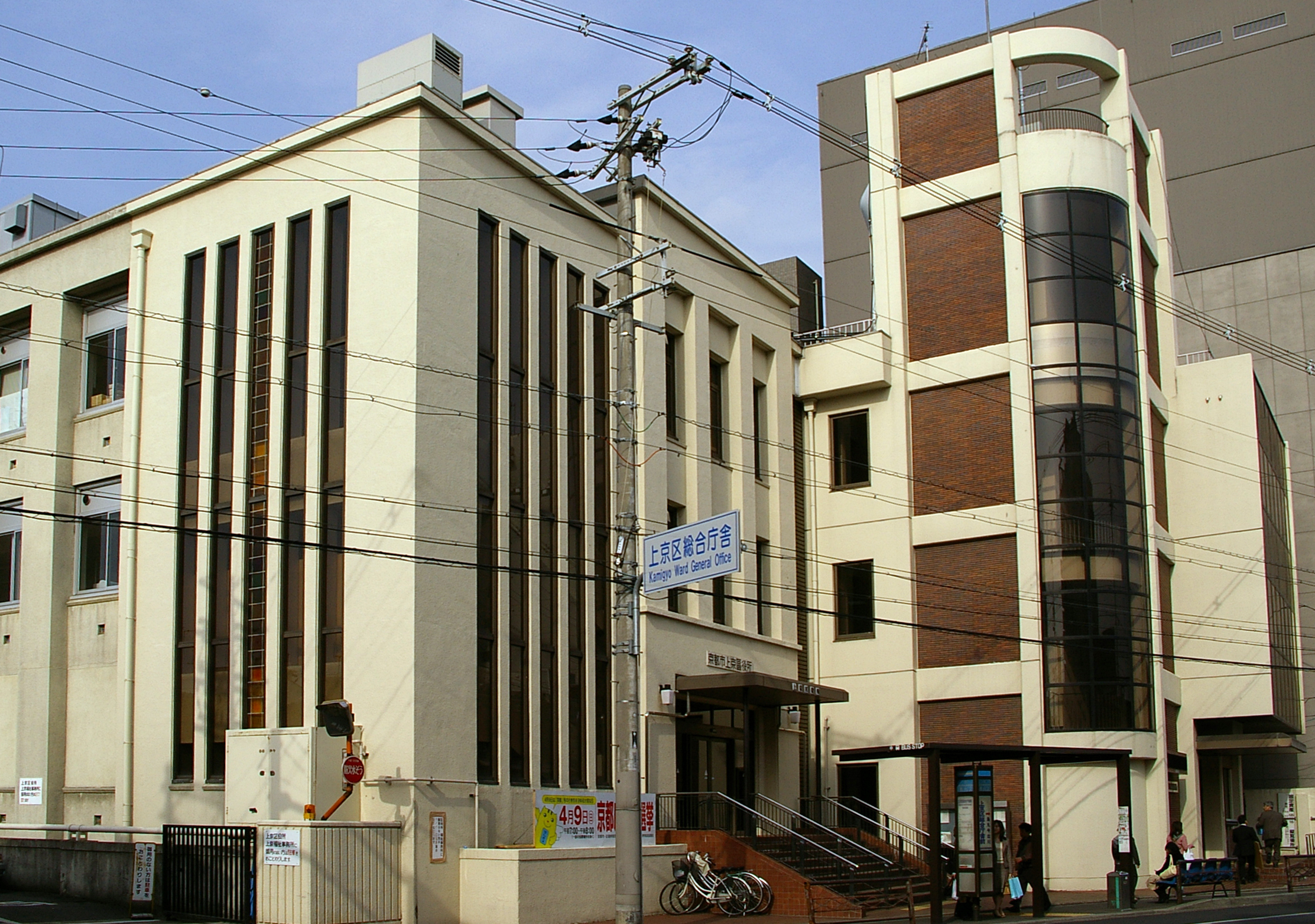
上京区総合庁舎 旧建造物

- 1879年（明治12年）4月10日 - 郡区町村編制法に基づき京都府に上京区ができる。
- 1889年（明治22年）4月1日 - 市制に基づき下京区と合併して京都市が発足。上京区と下京区は共に京都市の行政区となる。

昭和
- 1929年（昭和4年）4月1日 - 上京区と下京区の2区から左京区、中京区、東山区が分区となる。
- 1935年（昭和10年）6月29日 - 集中豪雨（京都大水害）により北野天満宮そばの紙屋川が氾濫。橋梁が流出したほか、区内一帯が冠水して落語家の橘ノ円夫妻が水死するなどの被害[1][2]。
- 1955年（昭和30年）9月1日 - 上京区から北区が分区となる。

## 政治

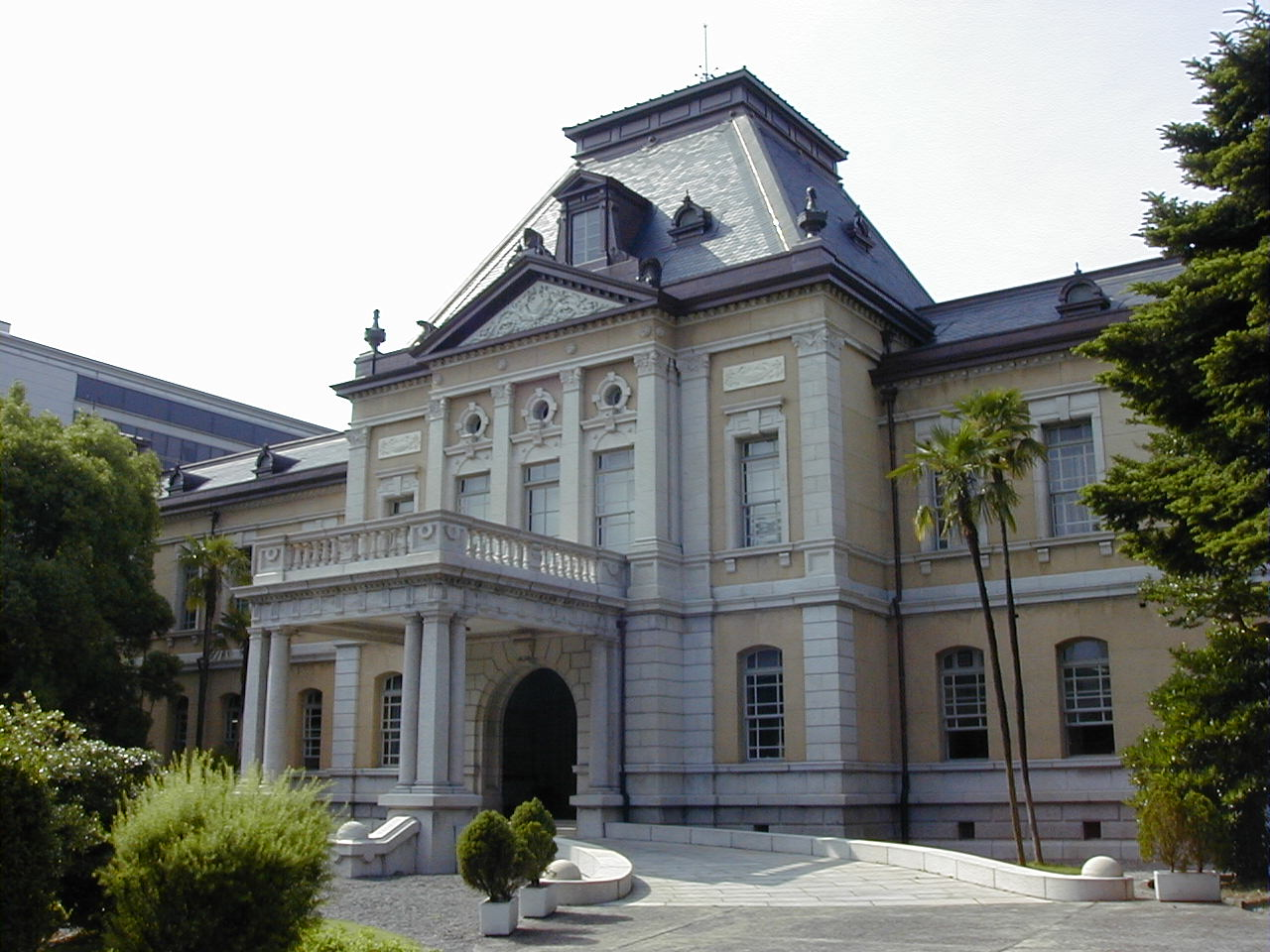
京都府庁旧本館

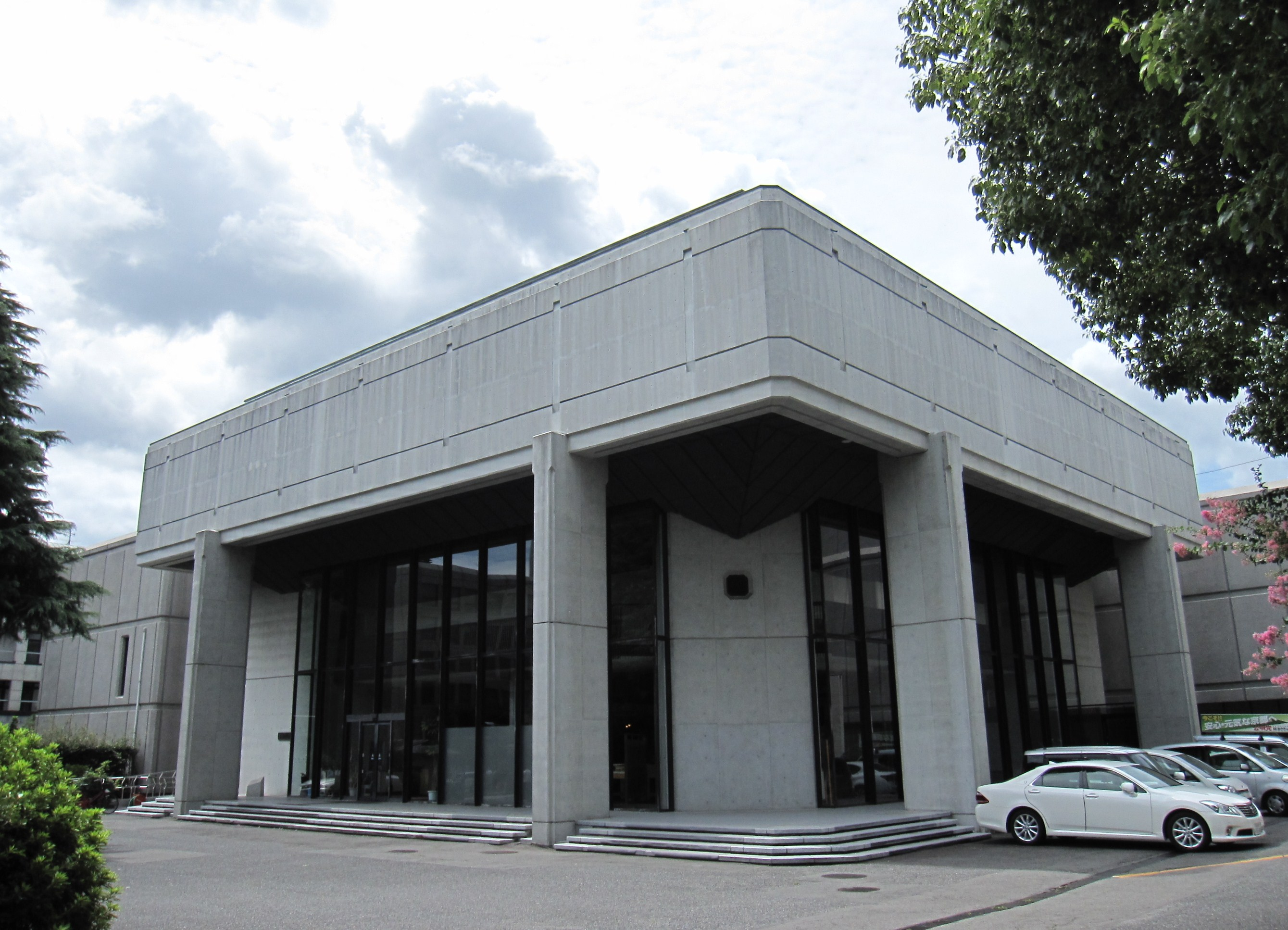
京都府議会会議場

### 行政

#### 府庁
- 京都府庁
  - 京都府庁舎
  - 京都府庁旧本館
  - 京都府教育委員会

#### 役所
区役所
- 上京区役所

### 議会

#### 府議会
京都府議会
- 京都府議会議員：2名

## 国家機関

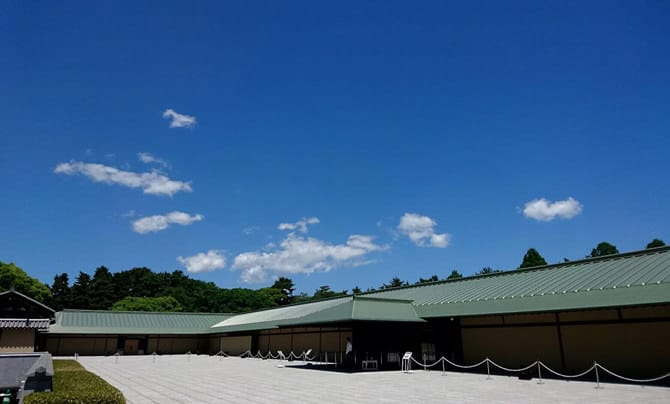
京都御苑
京都迎賓館

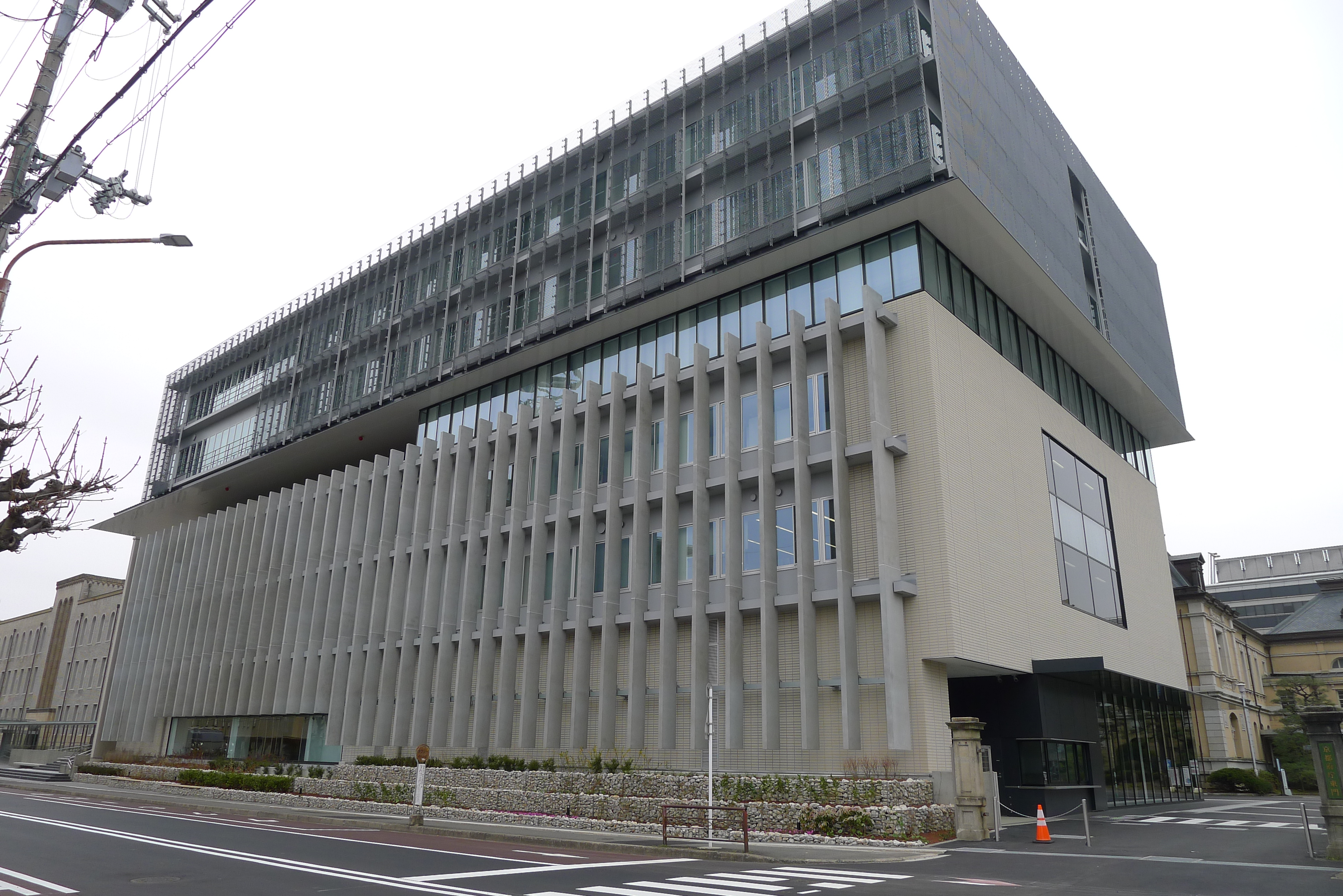
文化庁京都庁舎

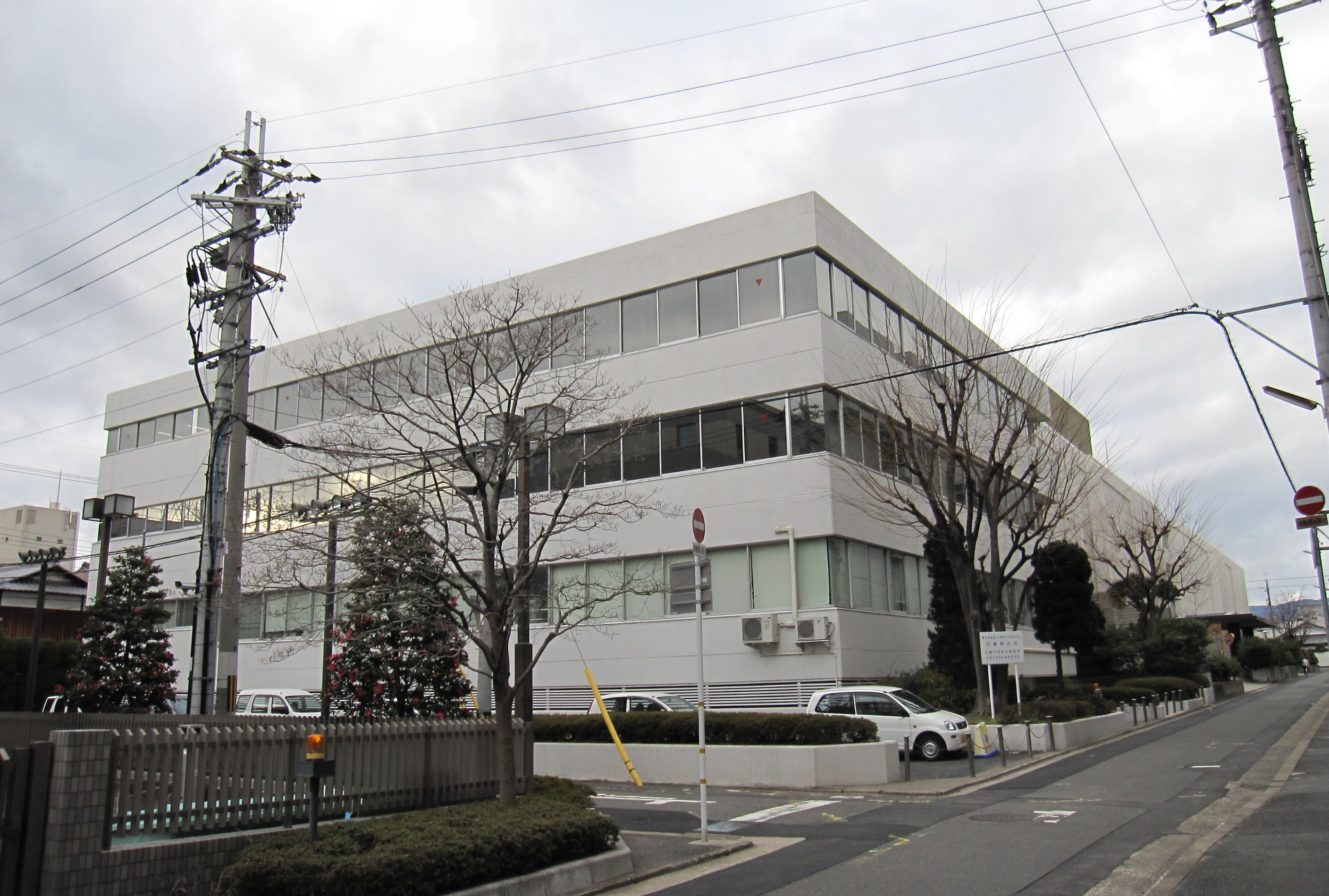
京都農林水産総合庁舎

### 内閣府
- 京都迎賓館

宮内庁
- 京都事務所

警察庁
- 皇宮警察本部京都護衛署
- 近畿管区警察局京都府情報通信部

### 法務省
- 京都地方法務局
- 京都保護観察所
- 京都公安調査事務所

検察庁
- 京都地方検察庁

### 財務省
- 上京税務署

### 文部科学省
文化庁
- 本庁

### 厚生労働省
- 京都西陣公共職業安定所

### 農林水産省
- 近畿農政局 本部
  - 京都大阪森林管理事務所

### 環境省
- 京都御苑管理事務所

### 防衛省
自衛隊
- 自衛隊京都地方協力本部河原町募集案内所

## 施設

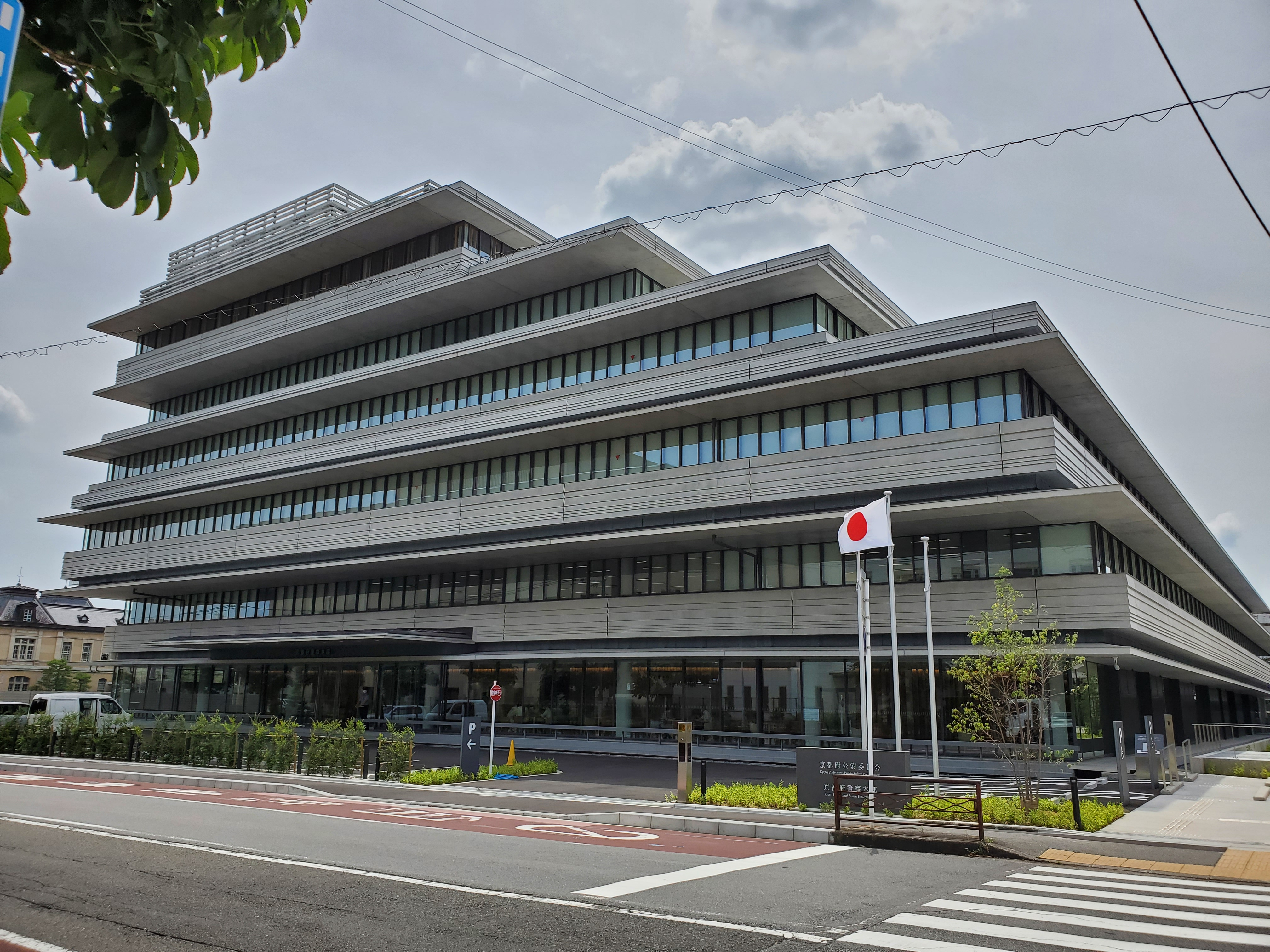
京都府警察本部

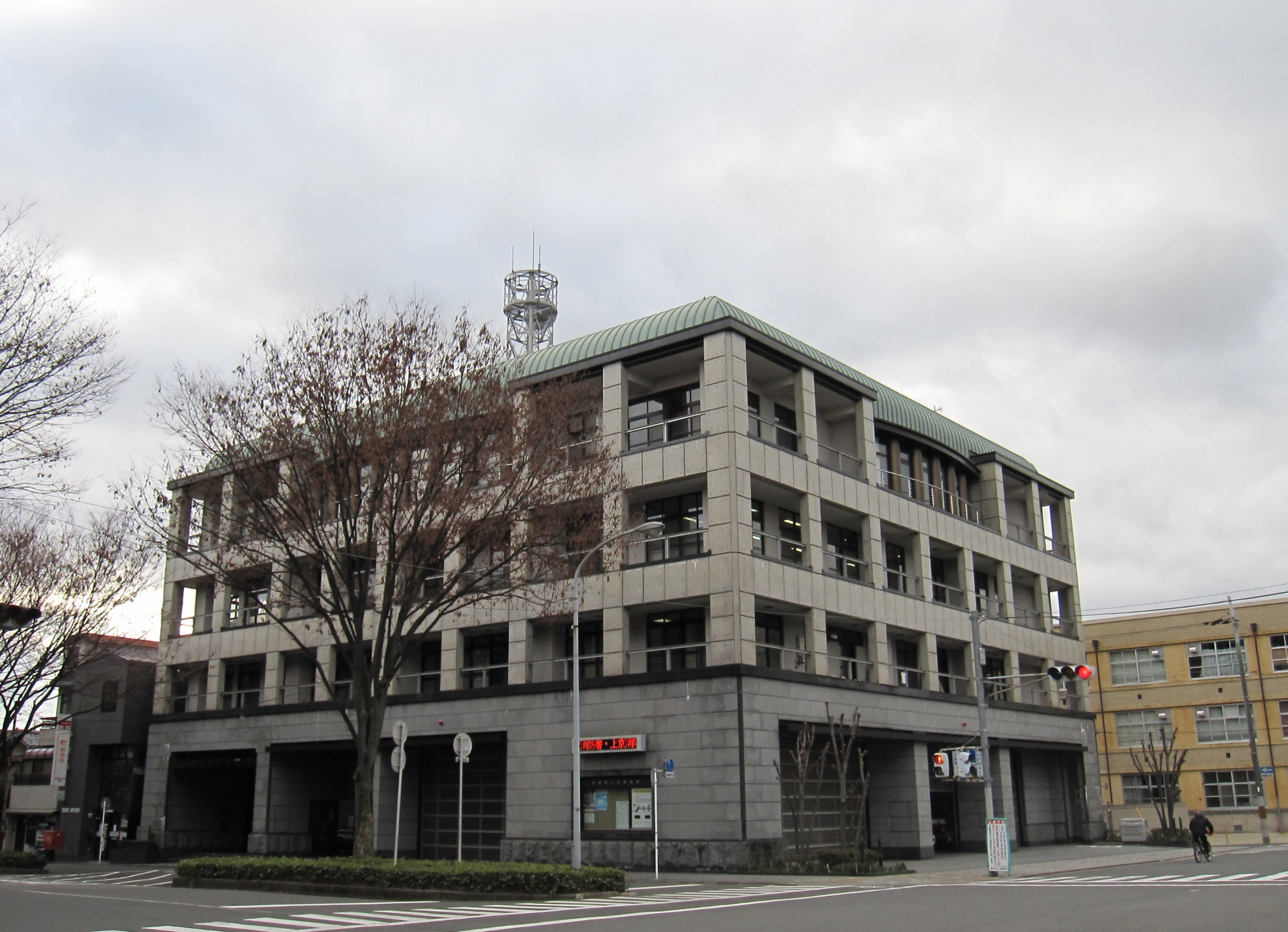
上京消防署

### 警察
本部
- 京都府警察本部

警察署
- 京都府上京警察署

交番
- 千本中立売交番（上京区中立売通千本西入亀屋町）
- 今出川大宮交番（上京区今出川通大宮角観世町）
- 大宮頭交番（上京区大宮通寺之内上ル2丁目仲之町）
- 下立売交番（上京区下立売通智恵光院角中村町）
- 室町中立売交番（上京区中立売通室町東入東町）
- 上御霊前交番（上京区烏丸通上御霊前下ル相国寺門前町）
- 出町交番（上京区河原町通今出川上ル青龍町）

### 消防
- 京都市上京消防署（上京区釜座通下立売下る東裏辻町398）
  - 北野出張所（上京区今小路通御前西入紙屋川町870）

### 医療
主な病院
- 京都第二赤十字病院
- 京都府立医科大学附属病院
- 社会医療法人西陣健康会堀川病院
- 相馬病院

主な診療所
- 上京診療所

### 郵便局
主な郵便局
- 上京区の担当集配郵便局は以下の通りである。
  - 西陣郵便局 - 602-xxxx

## 対外関係

### 外国公館

#### 領事館
名誉領事館
- 在京都ペルー共和国名誉領事館

## 経済

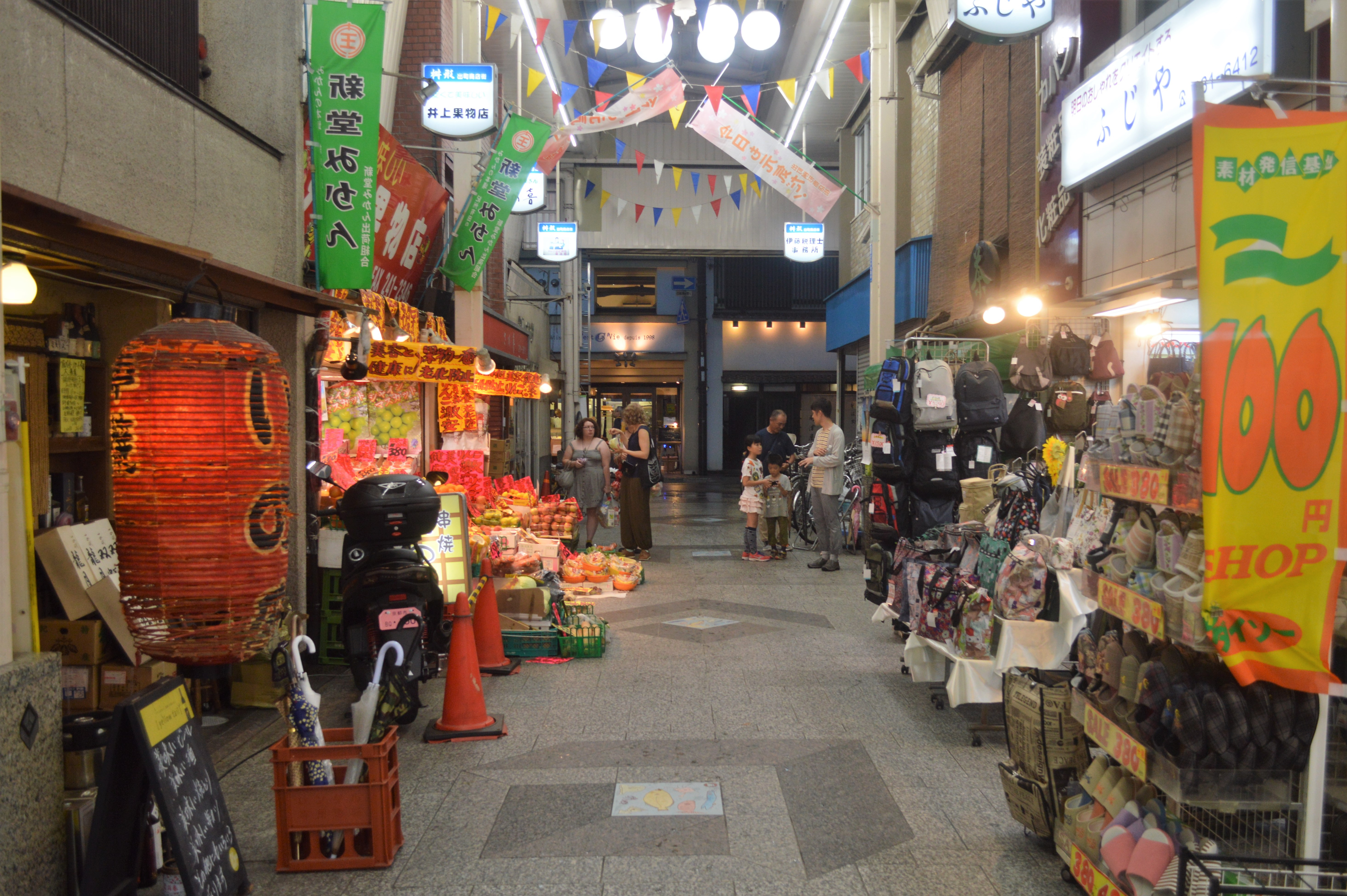
出町商店街

### 第三次産業

#### 商業
主な繁華街
・出町商店街
- 西陣京極

主な商店街
- 大将軍商店街
- 出町商店街
- 西陣京極商店街

主な商業施設
- イズミヤ堀川丸太町店
- フレスコ堀川店
- ライフ智恵光院店

## 情報・通信

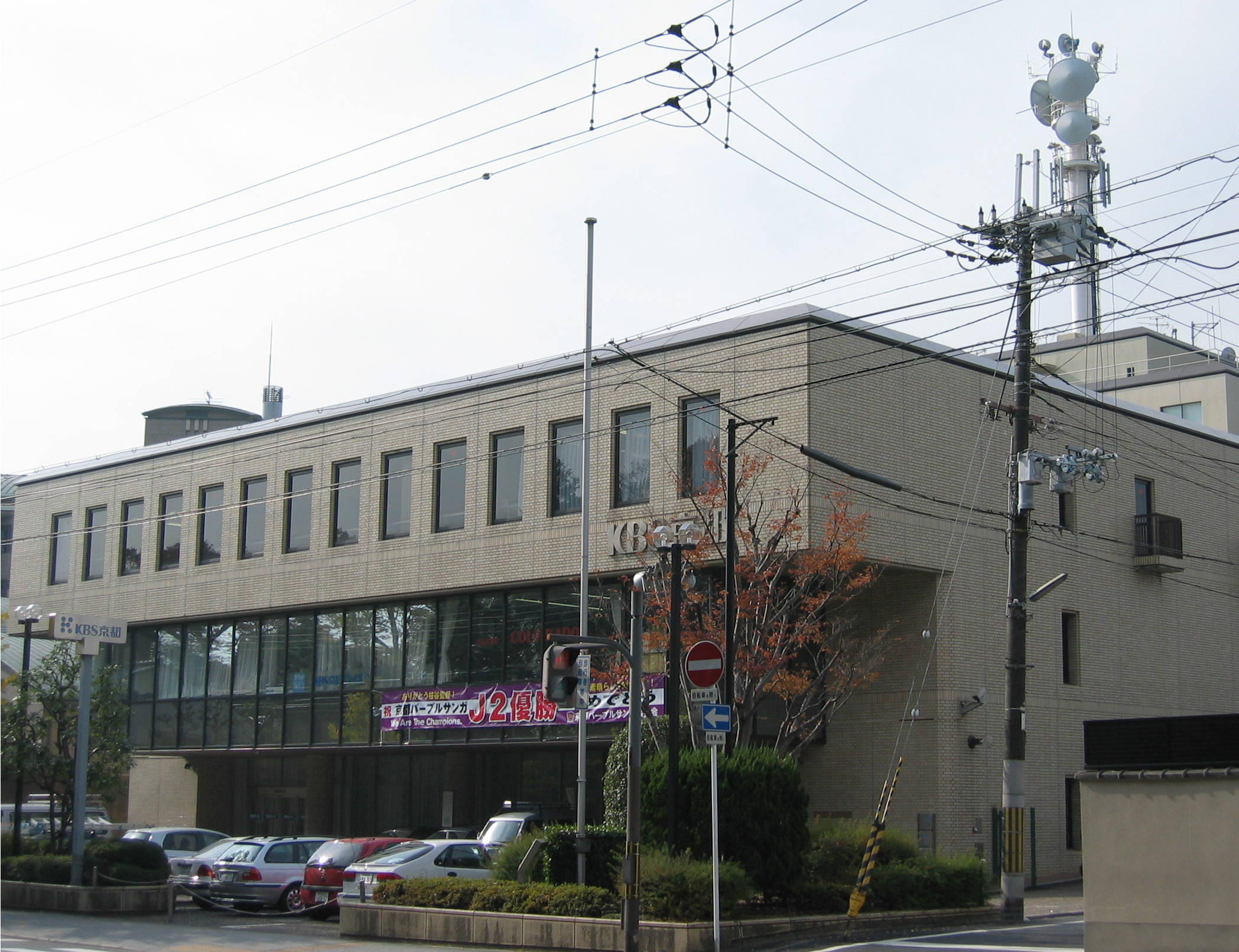
京都放送

### マスメディア

#### 放送局
テレビ放送
- 京都放送（KBS京都）
- NHK京都放送局

## 教育

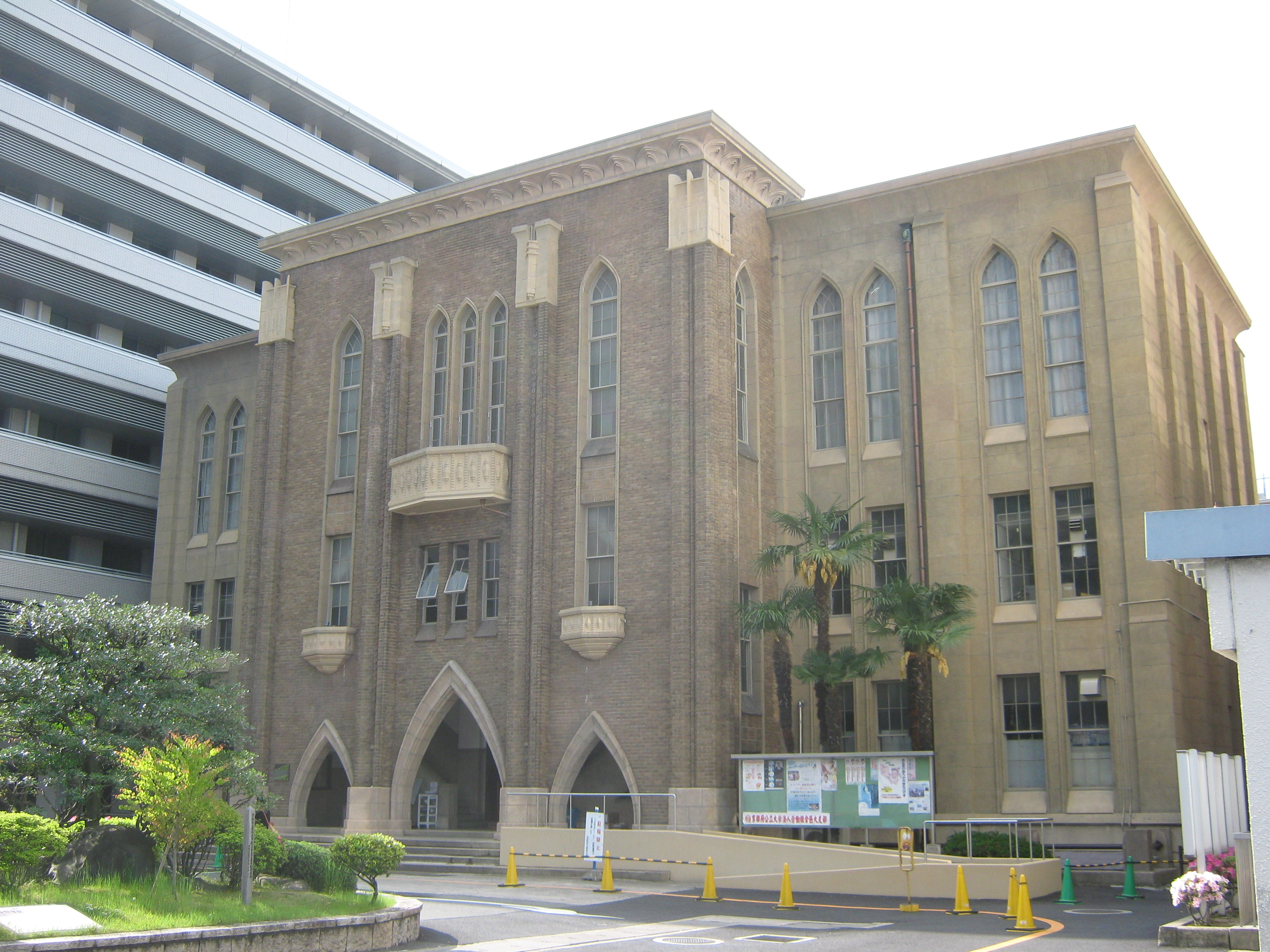
京都府立医科大学

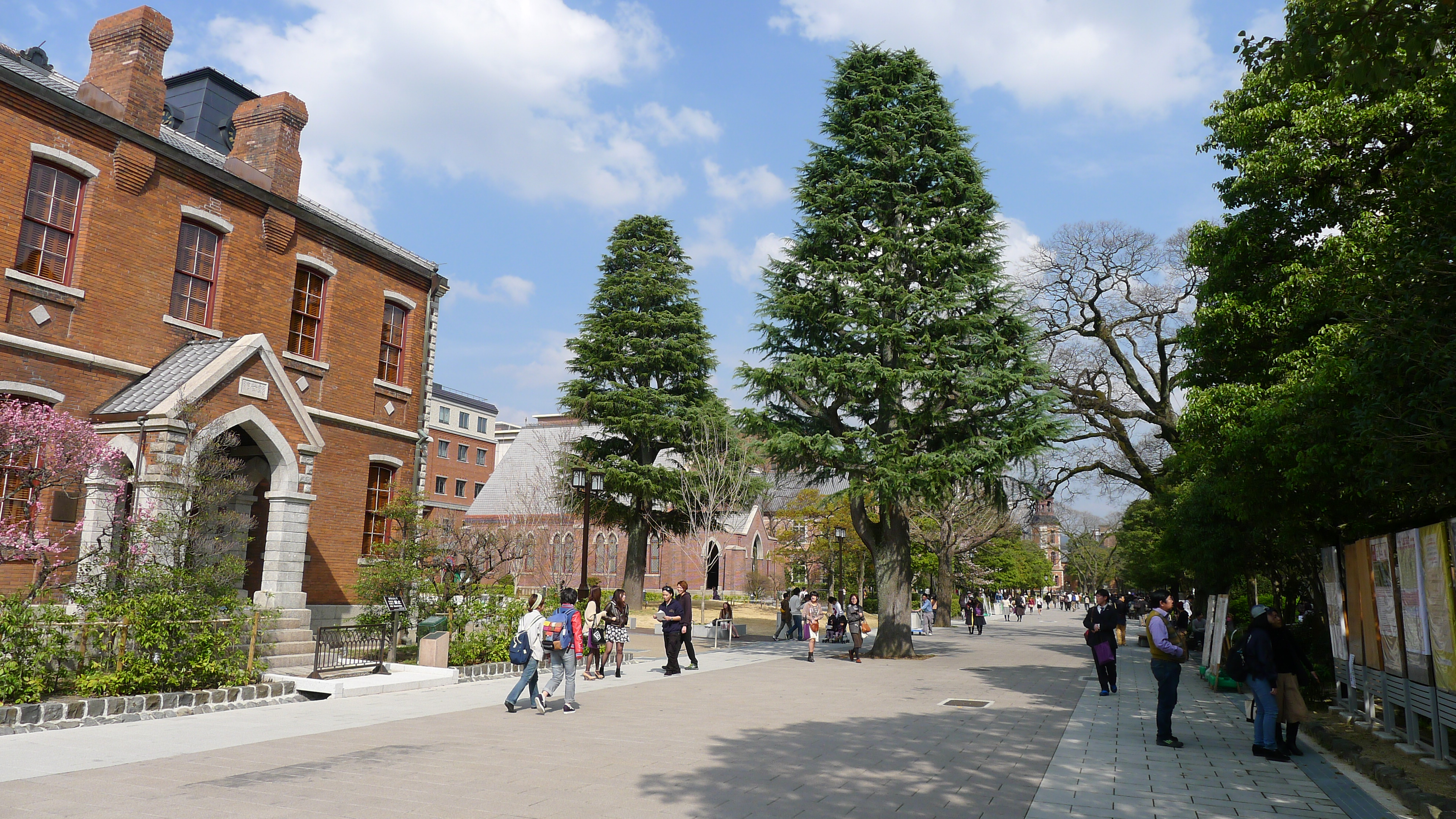
同志社大学今出川校地

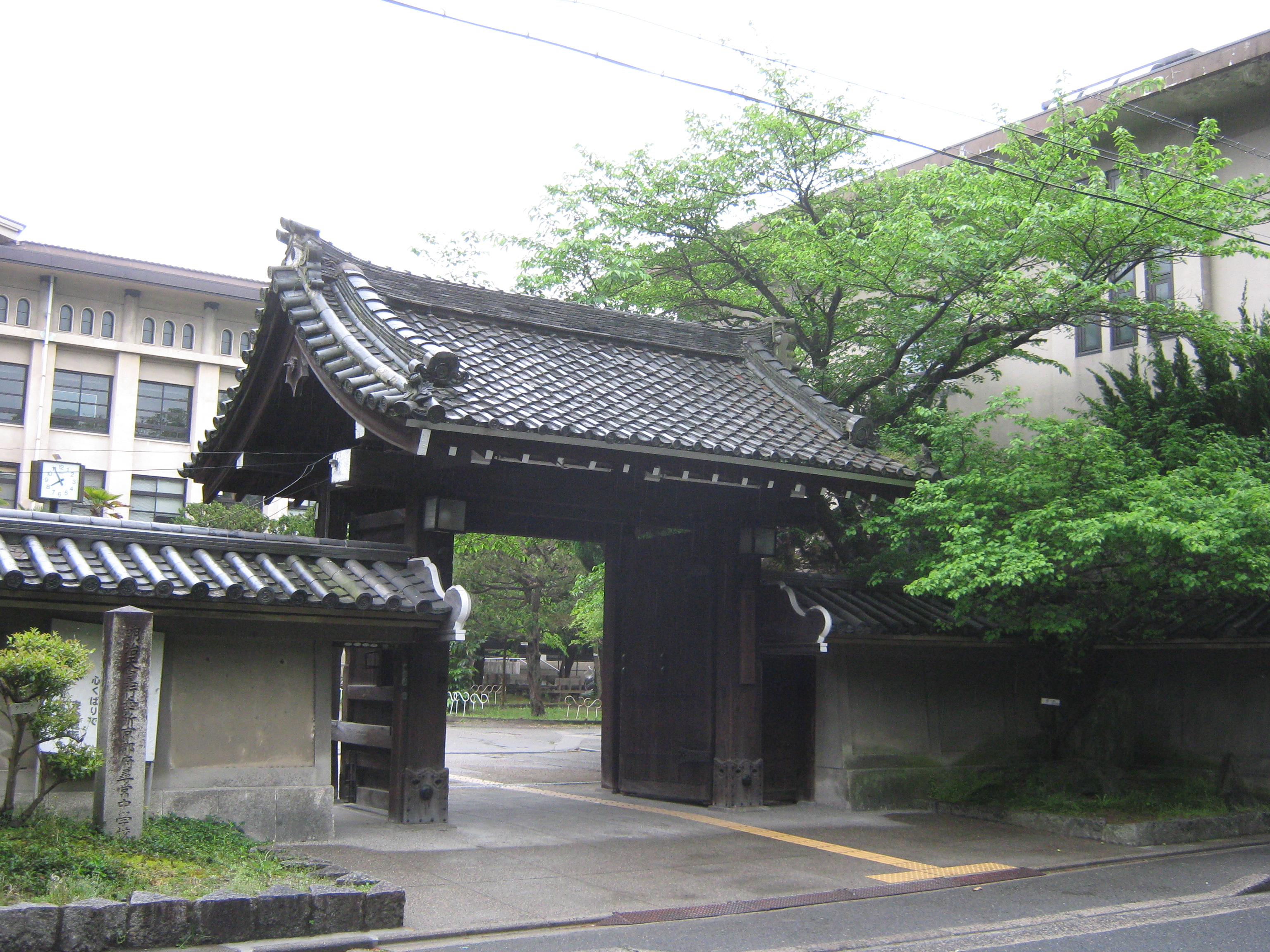
鴨沂高校

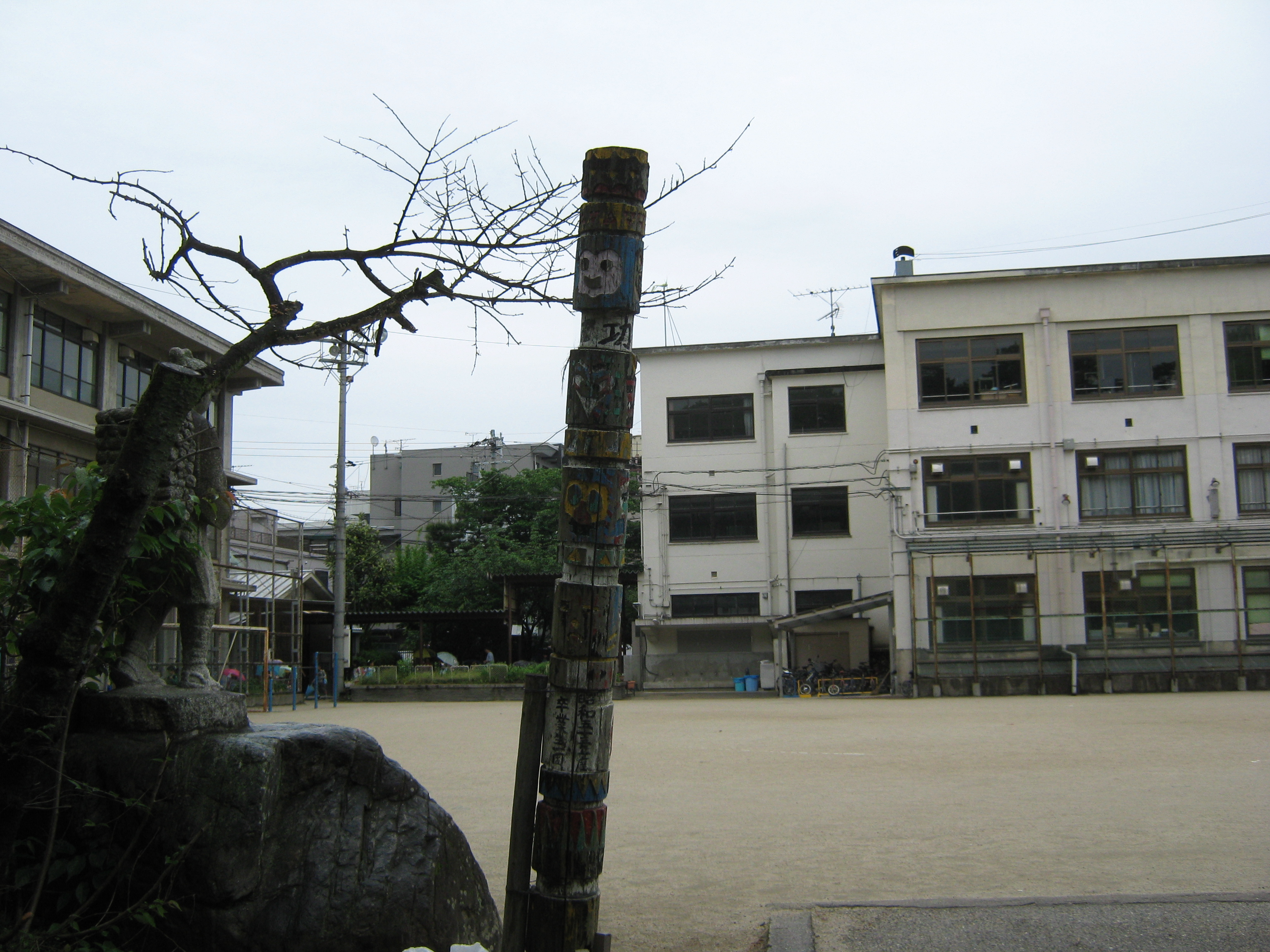
京極小学校、左手に二宮金次郎の像が現存している

### 大学
府立
- 京都府立医科大学

私立
- 同志社大学 今出川校地
- 同志社女子大学
- 平安女学院大学 京都キャンパス

### 専修学校
- 裏千家学園茶道専門学校
- 京都建築専門学校
- 京都第二赤十字看護専門学校
- 京都保健衛生専門学校
- 京都美容専門学校
- 専門学校ビジネスカレッジ京都
- バイオカレッジ京都
- YMCA国際福祉専門学校

### 高等学校
府立
- 京都府立鴨沂高等学校

私立
- 同志社女子高等学校※中高併設
- 平安女学院高等学校※中高併設

### 中学校
市立
- 京都市立烏丸中学校
- 京都市立上京中学校
- 京都市立嘉楽中学校
- 京都市立二条中学校

私立
- 同志社女子中学校※中高併設
- 平安女学院中学校※中高併設

### 小学校
市立
- 京都市立室町小学校
- 京都市立京極小学校
- 京都市立新町小学校
- 京都市立西陣中央小学校
- 京都市立乾隆小学校
- 京都市立翔鸞小学校
- 京都市立仁和小学校
- 京都市立正親小学校
- 京都市立二条城北小学校

### 特別支援学校
市立
- 京都市立北総合支援学校

### 廃校
- 京都市立待賢小学校 - 1997年3月31日 廃校
- 京都市立滋野中学校 - 2002年4月に上京中学校と京都柳池中学校へ分割統合

## 交通

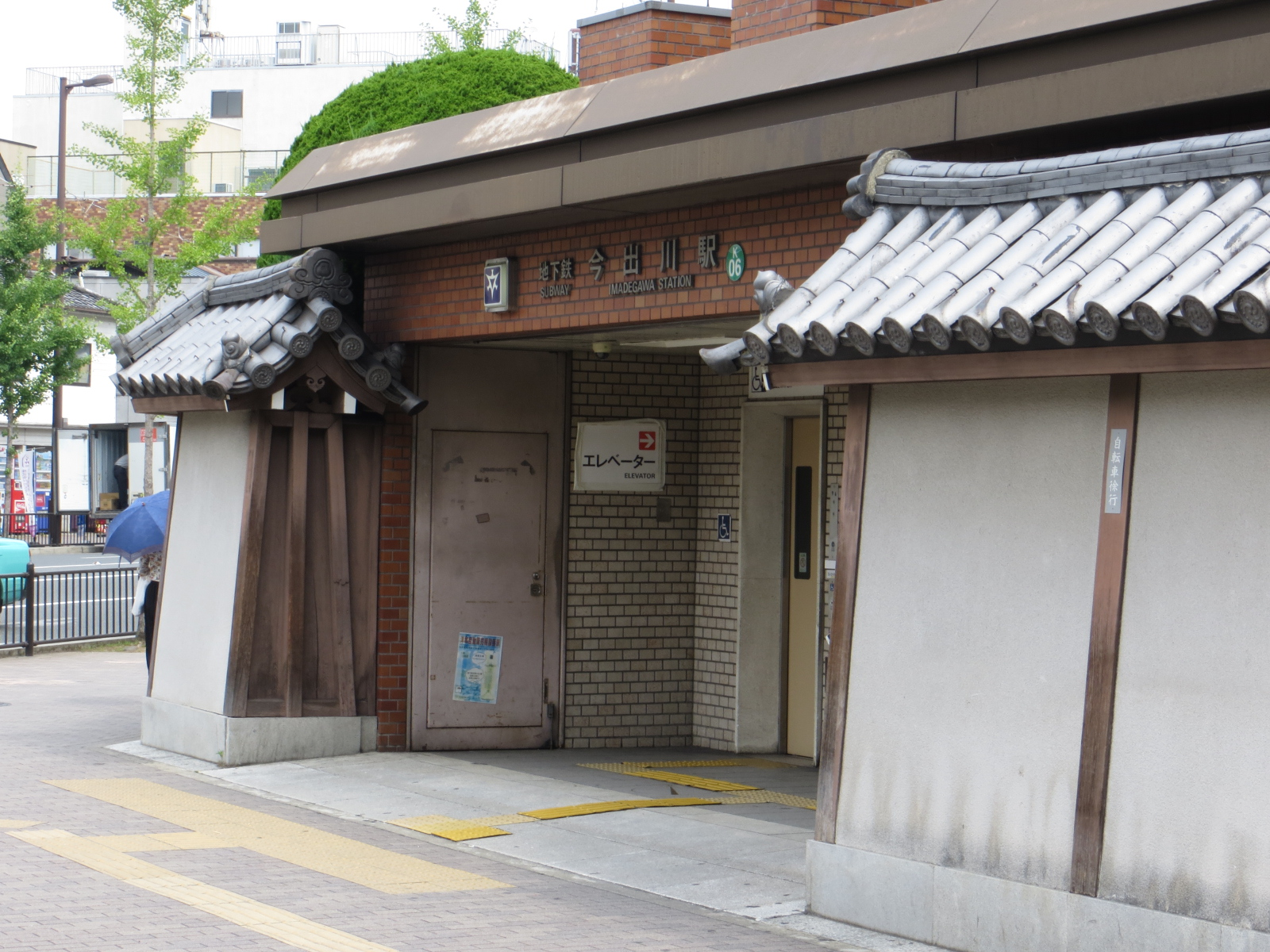
今出川駅

### 鉄道

#### 地下鉄
京都市営地下鉄
京都市営地下鉄烏丸線
（至国際会館駅） - 鞍馬口駅※ - 今出川駅 - （至竹田駅）
※鞍馬口駅は京都市北区との境界に位置する。
なお、隣接する左京区には、上京区河原町今出川周辺の俗称「出町」に由来する出町柳駅がある。
※円町駅（JR山陰本線・中京区）や北野白梅町駅（嵐電京福電車・北区）も利用可能である。

#### かつて存在した路線
- 京福電気鉄道北野線（一部廃線）
  - （至帷子ノ辻駅） - 北野駅※

※北野白梅町駅 - 北野駅間廃止により、1958年（昭和33年）に廃止となった。

### バス

#### 路線バス
営業所
- 京都市営バス北野支所

### 道路
区内の主な通名
- 今出川通
- 下長者町通
- 土屋町通
- 出水通
- 日暮通

## 観光

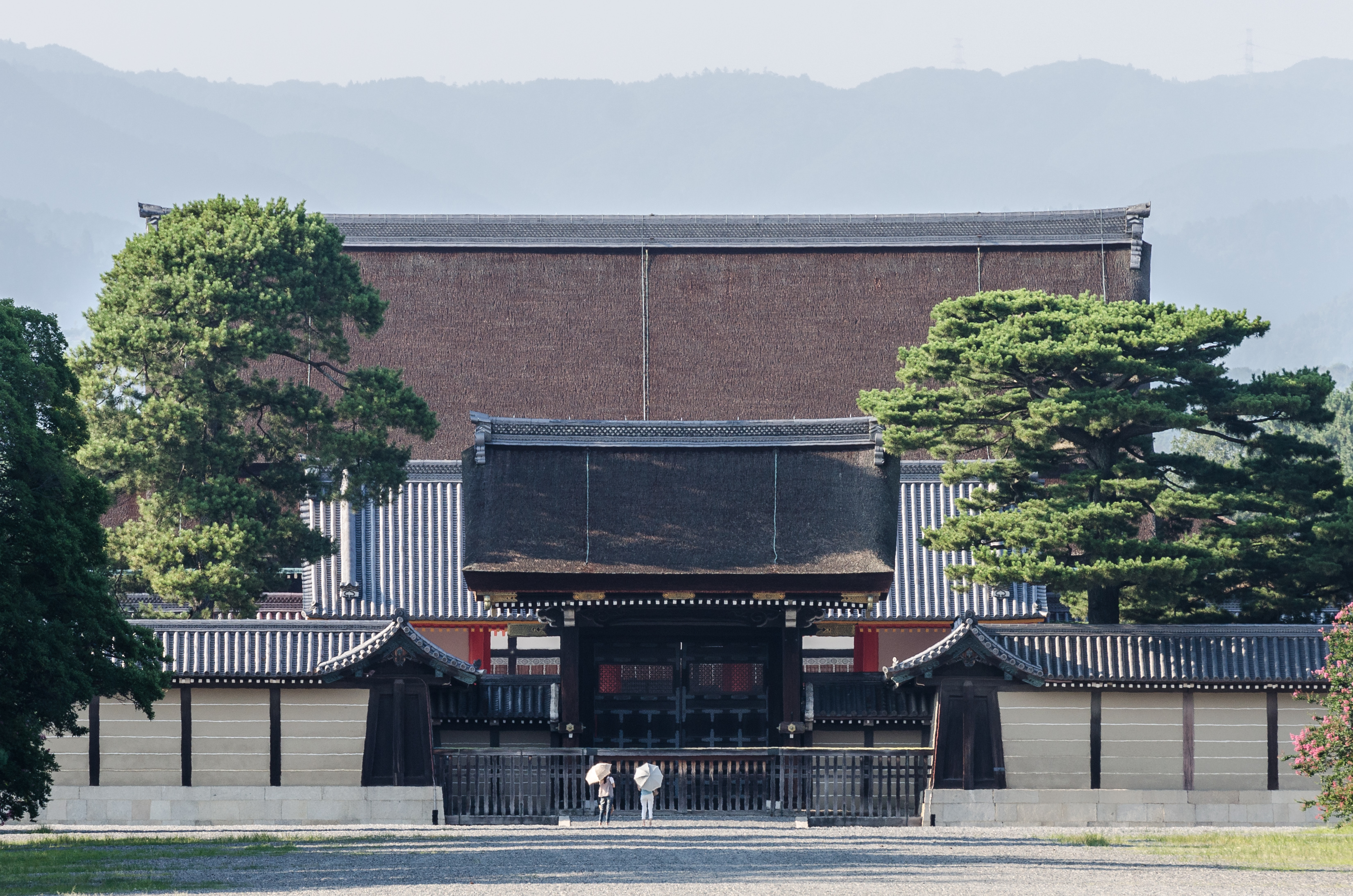
京都御所

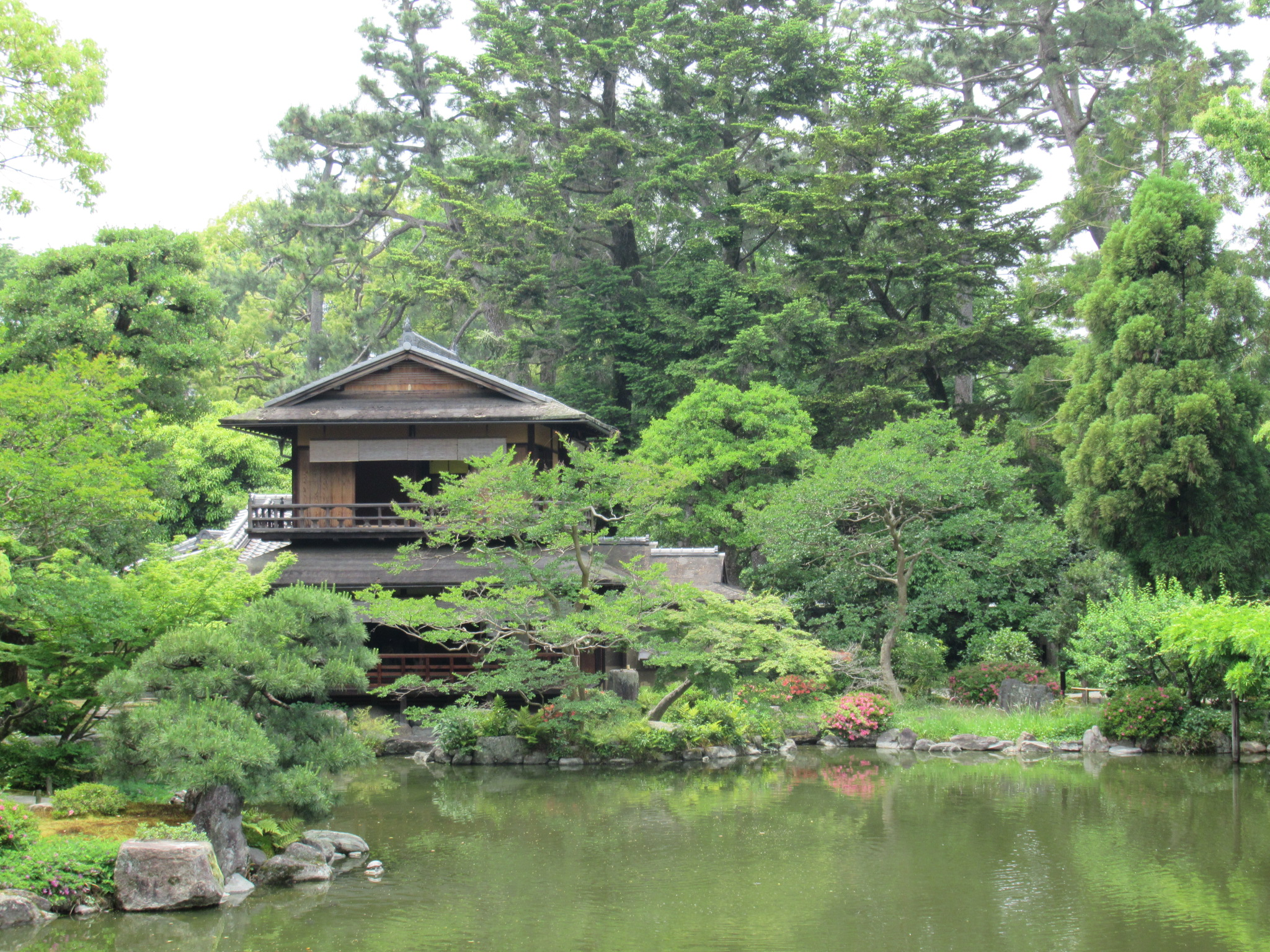
拾翠亭が奥中央に佇む。(京都御苑)

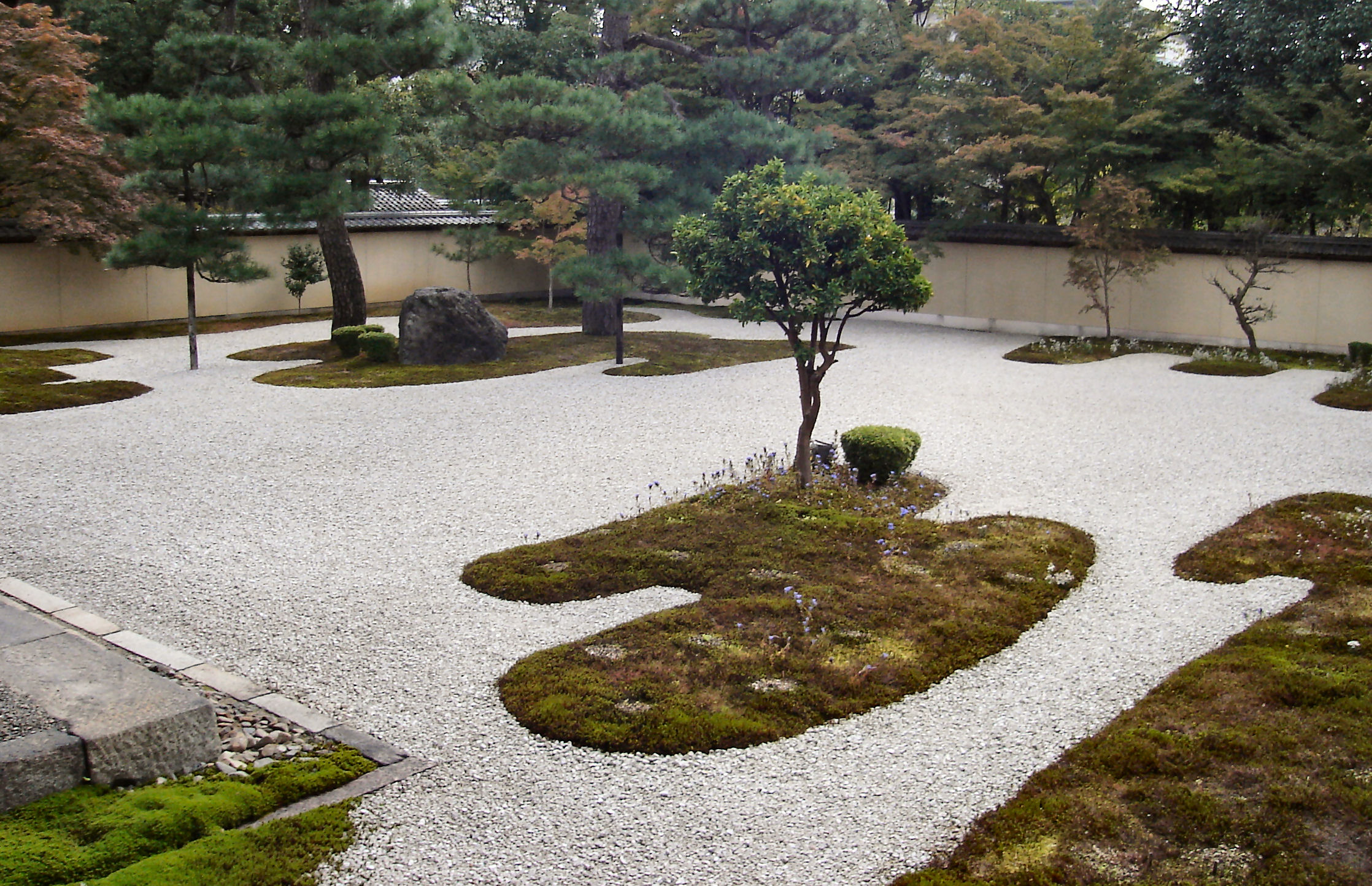
廬山寺源氏庭

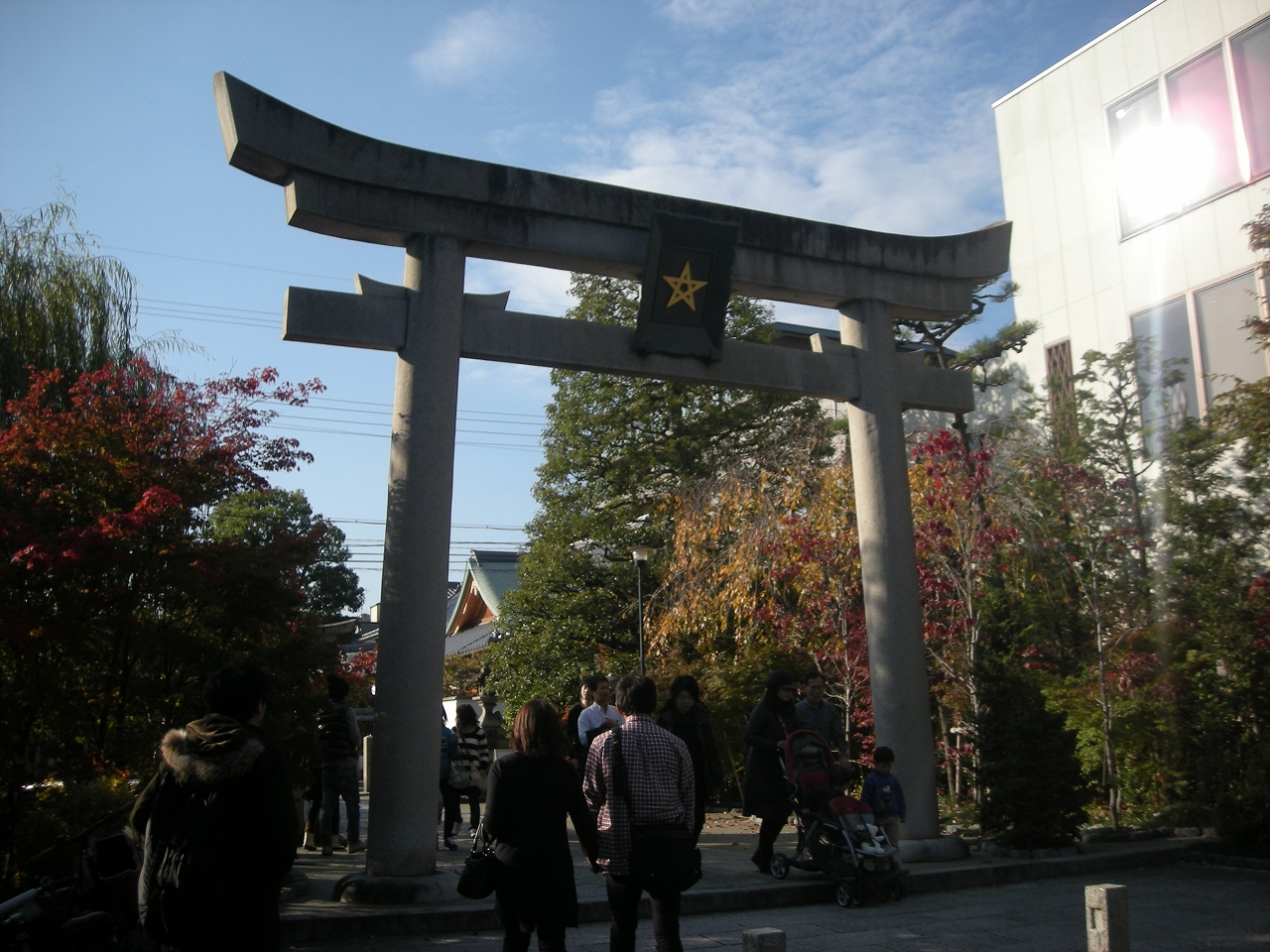
晴明神社

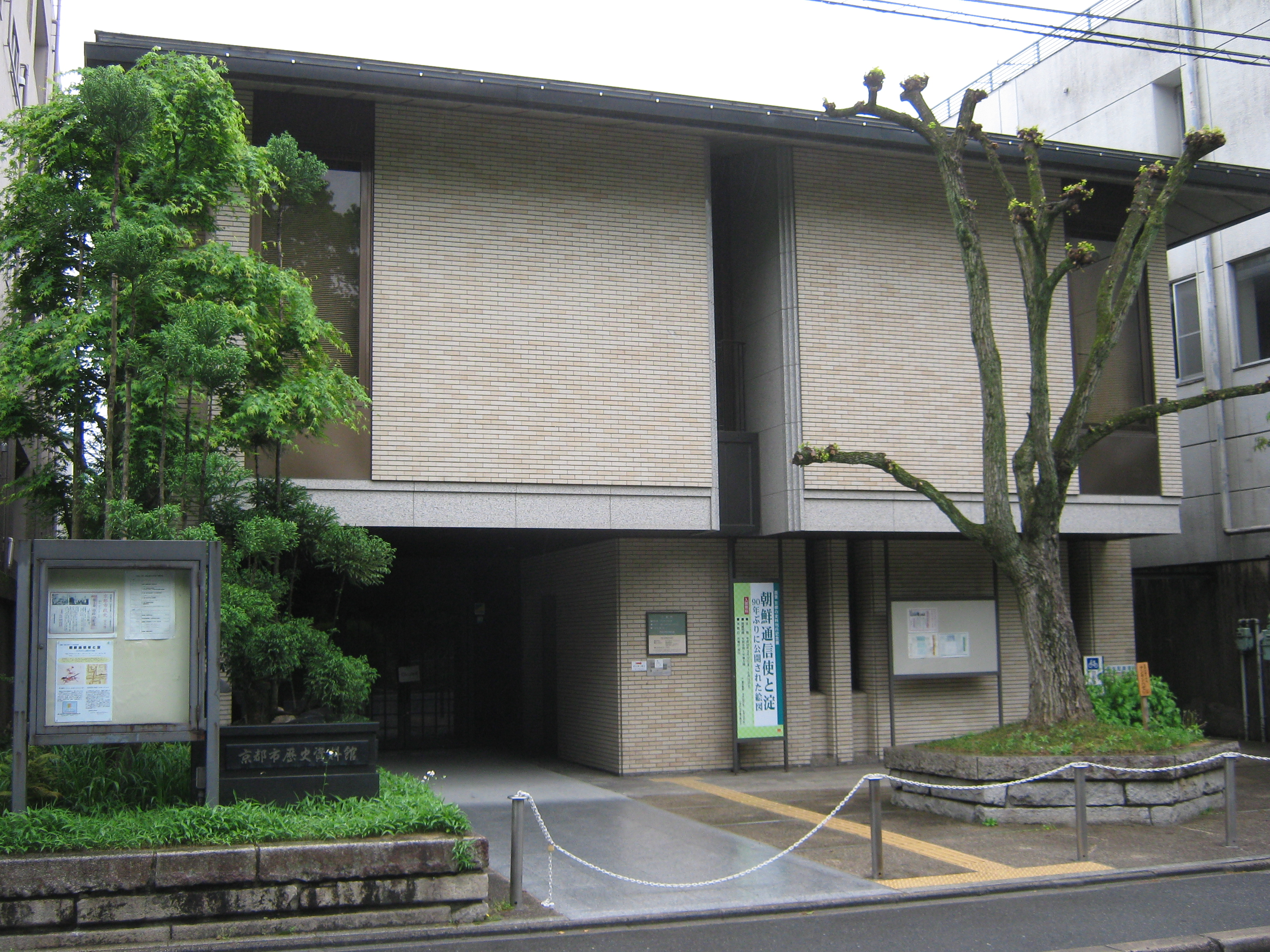
京都市歴史資料館

### 名所・旧跡
主な城郭
- 京都新城跡
- 聚楽第

主な寺院
- 阿弥陀寺
- 引接寺（千本閻魔堂）
- 雨宝院
- 慧光寺
- 円通寺
- 教行院
- 教法院
- 久本院
- 興聖寺
- 護浄院
- 西園寺
- 三時知恩寺
- 慈受院
- 石像寺（釘抜地蔵）
- 十如寺
- 十念寺
- 相国寺
- 清浄華院
- 浄土院
- 清和院
- 善行院
- 泉妙院
- 尊陽院
- 大応寺
- 大光明寺
- 大聖寺 - 花の御所（室町幕府跡地一部）
- 大報恩寺（千本釈迦堂）
- 東向観音寺
- 福勝寺
- 宝鏡寺（人形寺）
- 法輪寺（だるま寺）
- 本禅寺
- 本法寺（名勝「巴の庭」）
- 本満寺
- 本隆寺
- 妙覚寺 - 龍華の三具足
- 妙堯寺
- 妙顕寺 - 龍華の三具足
- 妙蓮寺
- 宥清寺
- 立本寺 - 龍華の三具足
- 廬山寺 - 紫式部邸宅跡

主な神社
- 厳島神社
- 首途八幡宮
- 上御霊神社
- 北野天満宮
- 護王神社
- 白雲神社
- 白峯神宮
- 水火天満宮
- 菅原院天満宮神社
- 晴明神社
- 大将軍八神社
- 梨木神社
- 福長神社
- 宗像神社
- 霊光殿天満宮

茶室
- 不審菴（表千家）
- 今日庵（裏千家）
- 官休庵（武者小路千家）

主な史跡
- 日本聖公会京都教区主教座聖堂聖アグネス教会（1898年築、京都市指定有形文化財）
- カトリック西陣聖ヨゼフ教会
- 同志社教会
- 日本基督教団洛陽教会
- 平安女学院明治館（1894年築、国の登録有形文化財）
- 一条戻橋
- 弘道館
- 新島旧邸
- 冷泉家時雨亭文庫

### 観光スポット
- 京都御苑 - 京都御所・京都仙洞御所・京都大宮御所・拾翠亭(旧九条家茶室)・桂宮邸跡
- 冷泉家住宅
- 上七軒 - 花街

主な庭園
- 擁翠園

博物館・資料館
- 京都市考古資料館
- 京都市歴史資料館
- 茶道資料館
- 楽美術館
- 京菓子資料館
- 益富地学会館

主なホテル
- 京都ブライトンホテル

## 文化・名物

### 名産・特産
- 西陣織・西陣織会館
- 菜売

### 伝説
- 橋姫 - 堀川と一条戻橋など

## 出身関連著名人
- 加山又造（日本画家）
- 金賛汀（ノンフィクション作家）
- 佐山展生（経営学者）
- 姓丸浩（映画監督）
- 田中伊三次（弁護士、政治家） - 法務大臣
- 沼田紅緑（映画監督、脚本家、俳優）
- マキノ雅弘（映画監督）
- 伊達公子（テニスプレイヤー）
- Fantastic Plastic Machine（ミュージシャン）
- 山口むつ子（歌手）
- 佐々木蔵之介（俳優）
- 山城新伍（俳優・司会者）
- 芳田司（柔道家）
- 芳田真（柔道家）
- 梅棹忠夫（文化人類学者）
- 長田庄平（お笑い芸人）
- 荒木茜衣（ファッションモデル）
- MIIHI (NiziU)
- 中島国章（プロ野球国際スカウト）
- なかの綾（歌手）

### マスコット
- かみぎゅうくん
  - 上京区マスコットキャラクター[3]
  - 2009年3月に迎えた区制130周年を記念して誕生した[3]。